# Direzione Investigativa Antimafia
La direzione investigativa antimafia (in acronimo DIA) è un organismo investigativo interforze, inquadrato nel Dipartimento della pubblica sicurezza del Ministero dell'interno della Repubblica Italiana, con compiti di contrasto alla criminalità organizzata di stampo mafioso in Italia.
Contemporaneamente alla sua istituzione fu soppresso l'Alto Commissariato per la lotta alla mafia.

## Storia
L'istituzione della DNA, del PNA e delle DDA è avvenuta con decreto legge 20 novembre 1991 n. 327, convertita nella legge 20 febbraio 1992 n. 8 con il decreto-legge 29 ottobre 1991, n. 345, convertito, con modificazioni, dalla legge 30 dicembre 1991, n. 410, a seguito dell'intensificarsi della lotta alla mafia in Italia, grazie all'opera di Giovanni Falcone e come organo interforze di polizia (Polizia di Stato, Arma dei Carabinieri e Guardia di Finanza).
La prima relazione semestrale al Parlamento sull'attività svolta è quella del primo semestre 1992.
Dal 2013 anche la Polizia penitenziaria è entrata a comporre gli organici della DIA. Allo stesso modo, pure il Corpo forestale dello Stato ne fece parte fino alla sua soppressione il 31 dicembre 2016 (art.8 del d.lgs 15 novembre 2012, n. 218).
Nel 2022 si sono celebrati i trent'anni di lavoro della DIA.

## Caratteristiche

### Struttura
La DIA ha la sua collocazione nell'ambito del Dipartimento della pubblica sicurezza. Ha per il perseguimento dei propri obiettivi istituzionali totale autonomia gestionale e amministrativo-contabile. Il suo assetto organizzativo è definito dal Ministero dell'interno con propri decreti, sentito il Consiglio generale per la lotta alla criminalità organizzata.
Prevede al vertice della struttura un direttore, scelto a rotazione tra dirigenti generali di Pubblica Sicurezza appartenenti alla Polizia di Stato ed ufficiali generali con il grado non inferiore a generale di divisione del Corpo della Guardia di Finanza o dell'Arma dei Carabinieri, che abbiano maturato una specifica competenza nel settore della lotta al crimine di tipo mafioso.
Per l'esercizio delle sue funzioni, il direttore si avvale della collaborazione di due vicedirettori, ad uno dei quali è anche affidata la funzione vicaria, che hanno il compito di sovrintendere rispettivamente alle attività operative ed a quelle amministrative.
L'organizzazione, per un totale di circa 1 300 elementi, è così suddivisa:
- una struttura centrale a Roma
  - 3 reparti (”Investigazioni preventive”, ”Investigazioni giudiziarie” e “Relazioni internazionali ai fini investigativi”)
  - 5 uffici
- una struttura periferica, costituita da:
  - 15 centri operativi (Torino, Milano, Brescia, Genova, Padova,  Bologna, Firenze, Roma, Napoli, Bari, Catanzaro,  Reggio Calabria, Palermo, Catania, Caltanissetta)
  - 9 sezioni operative (Trieste, Salerno, Lecce, Messina, Trapani, Agrigento, Foggia, Potenza, Cagliari)

### Composizione
È a composizione interforze; i membri vengono scelti tra gli appartenenti alle forze di polizia italiane e dal personale civile dell'amministrazione dell'interno (purché appartenente alla pubblica sicurezza).

### Funzioni
È un organismo investigativo di tipo specializzato con il compito esclusivo di assicurare lo svolgimento, in forma coordinata, delle attività di investigazione preventiva attinenti alla criminalità organizzata, nonché di effettuare indagini di polizia giudiziaria relative esclusivamente a delitti imputabili all'associazione di tipo mafioso.
Speciale importanza ha la prerogativa, che ha il direttore della DIA, nel proporre ai tribunali competenti per territorio l'irrogazione di misure di prevenzione, sia a carattere personale (sorveglianza speciale), sia a carattere patrimoniale (sequestro dei beni).

In particolare, la Direzione nazionale antimafia, coordinata dal procuratore nazionale antimafia, e le direzioni distrettuali antimafia si avvalgono della struttura della DIA per le proprie indagini, oltre che del laboratorio centrale del DNA gestito dalla Polizia penitenziaria.
La DIA analizza anche le segnalazioni di operazioni sospette di propria competenza a lei trasmesse dall'Unità di Informazione Finanziaria per l'Italia.

## Dati sull'attività
Nel campo del sequestro dei beni, dal 1992 al 31 dicembre 2018, sono stati sequestrati beni per oltre 17 miliardi di euro ed eseguite confische per quasi 10 miliardi di euro.
Inoltre, sempre dal 1992 al 2011, sono state arrestate circa 9 400 persone sospettate di associazione mafiosa.

## Organi di direzione
- Direttore: Michele Carbone, generale della Guardia di Finanza (27 luglio 2023 - in carica)
- Vicedirettore tecnico operativo: Lorena Di Galante, dirigente superiore di Pubblica Sicurezza
- Vicedirettore amministrativo: Gerardo Iorio, generale dei Carabinieri

## Cronotassi dei direttori
- Giuseppe Tavormina (1991 – 1993), generale di divisione dei Carabinieri
- Gianni De Gennaro (1993 – 1994), dirigente generale di Pubblica sicurezza
- Giovanni Verdicchio (1994 – 1997), generale della Guardia di Finanza
- Carlo Alfiero (1997 – 2001), generale di divisione dei Carabinieri
- Agatino Pappalardo (2001 – 2002), dirigente generale di Pubblica sicurezza
- Achille Dello Russo (2002 – 2005), dirigente generale di Pubblica sicurezza
- Cosimo Sasso (2005 – 2008), generale della Guardia di Finanza
- Antonio Girone (2008 – 2011), generale di divisione dei Carabinieri
- Alfonso D'Alfonso (2011 – 2012), dirigente generale di Pubblica sicurezza
- Arturo De Felice (2012 – 2014), dirigente generale di Pubblica Sicurezza
- Nunzio Antonio Ferla (2014 – 2017), generale di divisione della Guardia di Finanza[11]
- Giuseppe Governale (2017 – 2020), generale di divisione dei carabinieri
- Maurizio Vallone (2020 – 27 luglio 2023), dirigente generale di Pubblica Sicurezza
- Michele Carbone (27 luglio 2023 – in carica), generale della Guardia di Finanza